# Parque estatal del Bosque Ginkgo Petrificado
El parque estatal del Bosque Ginkgo Petrificado, también llamado área Recreativa Wanapum es un yacimiento fosilífero del tipo conocido popularmente como «bosque petrificado» y área de recreación pública que cubre 2883 hectáreas (7124,0 acre), situado en la costa occidental del embalse Wanapum del río Columbia en la ciudad de Vantage, Washington. La madera ahí petrificada fue descubierta a principios de la década de 1930, lo que llevó a la creación del parque estatal como reserva histórica nacional. Más de 50 especies de árboles se encuentran petrificadas en el sitio, incluyendo especies de los géneros ginkgo, del cual el parque obtiene su nombre, liquidámbar, abeto, olmo, arce, álamo, magnolia, sasafrás y hamamelis, así como las especies de secoya, abeto Douglas, nogal, castaño de indias, madroño y tejo. El parque es el único lugar donde se encuentra fosilizado especies de ginkgo, árbol considerado sagrado en Japón.

## Historia

### Origen
El estrato en el que se encuentra el parque se identifica como la época del Mioceno del período Neógeno, hace unos 15,5 millones de años. Durante el Mioceno, la región era exuberante y húmeda, hogar de muchas especies de plantas ahora extintas. Varios de estos árboles fueron enterrados en ceniza volcánica y la materia orgánica de los troncos de los árboles fue reemplazada gradualmente por minerales en el agua subterránea; la madera petrificada resultante estuvo protegida durante milenios por corrientes de basalto. Cerca del final de la última edad de hielo, las catastróficas inundaciones de Missoula (alrededor del 15 000 a. C.) erosionaron el basalto, dejando al descubierto parte de la madera petrificada. Aun cuando el material se ha opalizado, se mantienen visibles las características principales del árbol.

### Habitantes originales
En tiempos prehistóricos, la tribu de nativos americanos Wanapum habitaba la región a lo largo del río Columbia desde Beverly Gap hasta el río Snake. La gente de Wanapum recibió por primera vez a extranjeros blancos en esta área durante las expediciones de Lewis y Clark a través de los Estados Unidos.
Vivían de la pesca y la agricultura, tallaron más de 300 petroglifo en los acantilados de basalto y pudieron haber utilizado la madera petrificada expuesta por la erosión para hacer puntas de flecha y otras herramientas. Según la documentación del parque, los Wanapum nunca lucharon contra los colonos blancos, no hay registros da que hayan firmado tratado con ellos y, como resultado, no retuvieron derechos a la tierra hoy reconocido por el gobierno federal estadounidense.

### Primer museo
Alrededor de 1927, los trabajadores de la carretera notaron la madera petrificada, lo que llevó al geólogo George F. Beck a organizar las excavaciones. El Cuerpo Civil de Conservación completó la excavación, construyó un pequeño museo y abrió el parque al público en 1938.
Los especímenes de madera petrificada en el museo fueron recolectados por Frank Walter Bobo, quien nació el 4 de marzo de 1894 en California. Se mudó a Cle Elum, condado de Kittitas, en el estado de Washington. Se convirtió en una "rata del desierto" excavando troncos petrificados de las áridas colinas de los condados de Kittitas y Yakima.
Bobo recibió el encargo de recolectar, cortar y pulir los especímenes para el museo. Fue parcialmente compensado al permitirle quedarse con la mitad de los especímenes que preparó mientras estaba en comisión. Su hijo, Don J. Bobo, de Teanaway Valley, Washington, heredó la colección de su padre de aproximadamente una tonelada de madera petrificada.

### Inundación
En 1963, la presa de Wanapum se completó a unas cuatro millas (6 km) río abajo, elevando el nivel del agua del río Columbia. Se construyó un nuevo Centro de Interpretación y se rescataron alrededor de 60 petroglifos de la crecida del agua. Muchos de los petroglifos rescatados se exhiben en el Centro de Interpretación.

### Reconocimiento
En octubre de 1965, el Servicio de Parques Nacionales designó el Bosque Gingko Petrificado como hito natural nacional. La madera petrificada fue nombrada la joya estatal de Washington por la legislatura estatal en 1975.

## Actividades y amenidades
El museo del parque tiene exhibiciones de madera petrificada y petroglifos de los pueblos Wanapum. El sendero interpretativo "Trees of Stone" del parque sigue una sección expuesta del prehistórico Lago Vantage con más de 22 especies de troncos petrificados ubicados donde fueron descubiertos en la década de 1930. El sendero incluye un circuito de 1.5 millas a través de colinas cubiertas de artemisa y un circuito más largo de 2.5 millas. El parque también cubre 8200 metros (26 902,9 pies)) de la costa del río Columbia con acceso para nadar y pasear en bote, así como instalaciones para acampar.